# Бији сир Ен
Бији сир Ен (фр. Billy-sur-Aisne) насеље је и општина у североисточној Француској у региону Пикардија, у департману Ен (Пикардија) која припада префектури Соасон.
По подацима из 2011. године у општини је живело 1.102 становника, а густина насељености је износила 147,52 становника/km². Општина се простире на површини од 7,47 km². Налази се на средњој надморској висини од 72 метара (максималној 160 m, а минималној 56 m).

## Демографија
| 1962. | 1968. | 1975. | 1982. | 1990. | 1999. | 2011. |
| ----- | ----- | ----- | ----- | ----- | ----- | ----- |
| 926   | 1.160 | 1.256 | 1.338 | 1.279 | 1.189 | 1.102 |

График промене броја становника у току последњих година